# Love Among the Ruins (film)
Love Among the Ruins is een Britse dramafilm uit 1975 onder regie van George Cukor.

## Verhaal
Een actrice wordt wegens contractbreuk aangeklaagd door haar ex-verloofde. Ze neemt een oude liefde als advocaat, die nog steeds verliefd op haar is. Hij weet dat hij het proces alleen kan winnen door haar reputatie op het spel te zetten.

## Rolverdeling
| Acteur            | Personage              |
| ----------------- | ---------------------- |
| Katharine Hepburn | Jessica Medlicott      |
| Laurence Olivier  | Arthur Glanville-Jones |
| Colin Blakely     | J.F. Devine            |
| Richard Pearson   | Druce                  |
| Joan Sims         | Fanny Pratt            |
| Leigh Lawson      | Alfred Pratt           |
| Gwen Nelson       | Hermione Davis         |
| Robert Harris     | Rechter                |
| Peter Reeves      | Maiden                 |
| John Blythe       | Tipstall               |
| Arthur Hewlett    | Deurwaarder            |
| John Dunbar       | Griffier               |
| Ian Sinclair      | Notaris                |
| Mervyn Pascoe     | Advocaat               |
| Colin Thomas      | Advocaat               |